# Gags
Gags è un programma che è andato in onda nel 2009 su RSI LA1, condotto dalla coppia Raffaella Biffi e Fabrizio Casati.

## Programma
Il programma è molto simile al, ben più popolare, Paperissima Sprint, in cui in 20 minuti o poco più vengono mandati in onda vari filmati comici realizzati da persone comuni e anche gaffe ed errori di trasmissioni varie. Il tutto inframezzato da dei siparietti, altrettanto comici, dei due conduttori.
La trasmissione è iniziata il 4 ottobre 2009 ed è stata trasmessa fino a natale di quell'anno.